# Виолета Сабо
Виолета Сабо (фр. Violette Szabo; Париз, 26. јун 1921 — Концентрациони логор Равензбрик у близини Фирстенберга, 5. фебруар 1945) била је француско-британски агент Управе за специјалне операције (SOE) током Другог светског рата. Пред крај рата Немци су је заробили, испитивали и на крају депортовали у Концентрациони логор Равензбрик, где је убијена. Постхумно је одликована британским орденом Џорџов крст, француским орденом Ратни крст 1939–1945 и Медаљом Покрета отпора.

## Биографија
Виолета Сабо рођена је као Виолета Рен Елизабет Бушел 26. јуна 1921. у Паризу. Отац јој је био Британац, возач британске војске, а мајка Францускиња, кројачица. Рано детињство провела је у путовањима између Париза и Лондона, али се, када јој је било једанаест година, њена породица настанила у лондонском дистрикту Стоквел. Иако је била доста ситна (према њеној документацији СОЕ-а, око 165 цм) и веома атрактивна, њена нарав била је далеко робуснија него што би се то рекло на основу изгледа. Духовита и јаке воље, презирала је ручни рад и домаће послове, али је могла да надмаши своју браћу у свим атлетским дисциплинама. Када јој је било четрнаест година напустила је школу и запослила се као продавачица.
Почетком 1940. Виолета се прикључила женама добровољцима али је ускоро променила одлуку и запослила се у фабрици оружја. У јулу исте године упознала је Етиена Саба (фр. Etienne Szabo), официра Легије странаца из Марсеја, који је служио у снагама Слободне Француске Шарла де Гола. Венчали су се 21. августа, а неколико дана по венчању Етјен одлази на задатак. Већ следеће године Виолета се пријавила у Женски помоћни територијални корпус (Auxiliary Territorial Service), који је дејствовао са противавионском батеријом. У почетку је само сакупљала јагоде за једну противваздушну јединицу. У јуну 1942. године родила је ћерку Тању (фр. Tania Szabo). Четири месеца касније Етјен је погинуо у акцији, током службе у северној Африци, у Другој бици код Ел Аламејна. Етјен никада није видео своју ћерку.
После мужевљеве погибије Виолета се заветовала да ће га осветити, па је одлучила да конкурише у јединицама за специјалне операције. Њен течни француски учинио ју је идеалним кандидатом за тајну службу. Била британска обавештајна официрка, а њене мисије у окупираној Француској су укључивале диверзије и прикупљање информација о нацистима с окупираних подручја Европе. током једне акције ухваћена је и после испитивања одведена у немачки концентрациони логор за жене Равензбрик, где је и погубљена.

## Ратне активности
Јуна 1943. Виолети се пружила прилика да се прикључи СОЕ-у. Упознала је агента Харија Пулувеа (фр. Harry Peulevé), који ју је већ препоручио као могућег регрута у Француској секцији. Током интервјуа није јој прецизно објашњено шта би био њен посао, али су јој јасно представљени потенцијални ризици. Прихватила је понуду без оклевања и следећег месеца је послата у одбор СОЕ-а за оцену студената.
После четири дана интензивних физичких и психолошких тестова, одбор је био импресиониран њеном упорношћу и истрајношћу, али не и наизглед просечном интелигенцијом и недостатком иницијативе. Укупна оцена била је прилично ниска, али довољно да прође групу за даљу обуку, где је започела паравојни и командоски рад. Испоставило се да је изузетно добар стрелац, чак међу најбољима у групи, али су инструктори сматрали да својим изгледом делује превише фаталистички. Довели су у питање и њен мотив за борбу. Жеља за осветом након губитка вољене особе била је разумљива, али нестабилни поступци једног агента могли су угрозити животе свих агената у мрежи. Такође су је оценили превише темпераментном. Сматрали су да јој недостаје лукавство, стабилност и финоћа, неопходна за живот у илегали.
Приближавањем Дана Д (6. јун 1944) јавила се хитна потреба за више женских курира. Виолета је пребачена на завршну обуку за илегално деловање тајних агената. Почетком године задобила је повреду глежња током тренинга искакања падобраном, али јој је ипак, после опоравка и завршетка обуке, понуђенa прва мисија. Требало је да буде курир агенту Филипу Ливеру (фр. Philippe Liewer) у Нормандији.

### Прва мисија
Ово је био посебно опасан задатак. Хари Пулуве управо је из Француске послао поруку о хапшењу једног агента у Руану. Ливер није смео да ризикује и лично оде у Руан, па је одлучио да оде са Виолетом у Париз и одатле њу пошаље да поправи штету. Био је то далеко озбиљнији задатак од улоге курира. Након што су 6. априла безбедно стигли у Француску, Виолета је отишла сама у Руан како је и планирано, путујући под лажним идентитетом секретарице по имену „Корин Лирој” (енгл. Corinne Leroy). Током три недеље пажљиве истраге успела је да открије детаље хапшења СОЕ-овог агента и сазна од неколицине преживелих шта се заправо десило у Руану. Испоставило се да Пулувеова порука није била претерана. Град је био облепљен потерницама са Ливеровим ликом, а готово стотину чланова Покрета отпора пало је у руке Гестапоа. Вратила се у Париз и рапортирала Ливеру да је његова мрежа агената и сарадника потпуно разбијена. Обоје су се 30. априла вратили авионом у Енглеску.
У овој мисији Виолета се показала способним и сналажљивим агентом и унапређена је у чин заставника. После тога добровољно се пријавила за другу мисију са Ливером.

### Друга мисија
У ноћи између 7. и 8. јуна падобранима су се спустили у Француску. Њихов циљ је био да изграде нову мрежу у Лиможу. Виолета Сабо и члан локалног покрета отпора Жак Дифур имали су задатак да саботирају нацистичке комуникацијске канале, током акције искрцавања савезника у Нормандији. Нису знали да се у њиховом правцу кретала 2. СС оклопна дивизија Рајх, на путу за Нормандију. Заустављени су на немачком контролном пункту код града Лиможа. Када им је идентитет откривен, потрчали су ка оближњем пољу пуцајући у немачке војнике. Неко време су пузали пољем, све док Виолета није могла даље због умора и повређеног чланка. Иако је Дифур желео да јој помогне она није допустила. Инсистирала је на томе да он покуша да побегне, јер није било смисла да обоје настрадају. Дифур је успео да се спаси и касније је сведочио о овом догађају. Виолета је наставила да пуца све док, после пола сата сата борбе, није остала без муниције. Ухватили су је припадници СС дивизије. Један сведок је после испричао да је СС официру тада пљунула у лице.
Најпре је одведена у затвор у Лиможу. Сазнавши од Дифура шта се догодило, њени саборци су одмах почели да праве планове за њено ослобађање, али је Виолета пребачена у Париз. У затвору се представљала као „Вики Теилор” (енгл. Vicky Tailor), што је био још један од њених лажних идентитета припремљених у Лондону (мађ. szab = кројач; енг. tailor = кројач). Испитивана је у злогласном седишту Зихерхајтсдинст-а на Авенији Фош. Нема поузданих доказа да је некога одала или да је била мучена.
У августу је, заједно са још агенткињама Дениз Блох и Лилијан Ролф и 32 мушка затвореника, пребачена у транзитни логор Сарбрикен у Немачкој, који се налазио непосредно уз Француску границу. Када су њихов воз напали савезнички авиони, три жене успеле су да напусте своје одељке и однесу воду заробљеним мушкарцима, што је оставило дубок утисак на преживеле. Након десет дана жене су пребачене у Концентрациони логор Равензбрик у северној Немачкој, а затим у мањи логор у Торгауу. Ту је Виолета замало успела да побегне, али је један доушник у последњем тренутку спречио овај њен покушај. У октобру су је поново преселили, овај пут у напуштени логор јужно од Кенигсберга (нем. Königsberg , данашњи Калињинград). Ту су логораши били ангажовани на изградњи авионске писте. Услови су били брутални, а због оштре зиме сви су били у лошем физичком стању. У јануару 1945. Виолета и остале агенткиње враћене су у Равензбрик, несвесне да су њихове судбине већ одлучене. Пораз Немачке очекивао се за само неколико недеља и припадници СС дивизије су систематски елиминисали агенте СОЕ-а, пре него што су могли бити ослобођени. Погубљена је 5. фебруара 1945 пуцњем у потиљак. Истовремено са њом погубљене су још три агенткиње: Дениз Блох, Лилијан Ролф и Чесили Лефорт. Тела су затим кремирана.
Крај рата донео је хаос широм Европе. Стотине логора је ослобођено, а судбина више хиљаде заробљеника била је још увек непозната. Због тога није било познато ни шта се десило са Виолетом и СОЕ је уложио велики напор покушавајући да јој уђе у траг. Званично проглашење Виолетине смрти уследило је после неколико недеља, када су добили сведочење СС надзорник у Равензбрику.

## Признања и почасти
За херојство у високоризичној мисији у окупираној Француској током Другог светског рата постхумно је одликована француским орденом Ратни крст 1939–1945, Медаљом Покрета отпора и престижним британским орденом Џорџов крст. Једна је од само три жене, припаднице СОЕ-у којој је додељен Џорџов крст. Остале две су Нур Инајат Кан и Одет Халоус. Виолетина ћерка Тања Сабо, која нема наследника, одлучила је да мајчино ордење понуди на аукцији, како би се решило питање наследника. Колекција ордења Виолете Сабо, заједно са пратећом документацијом, оцењен је као најважнија колекција из Другог светског рата која се продаје у Великој Британији. Понуђена је по почетној цени од 300.000 фунти.
На њеној породичној кући, у лондонском дистрикту Стоквел, 1981. године постављена је спомен-плоча. Њено име се налази на спомен-плочи СОЕ-а у Равензбрику, у Бруквуд Меморијалном центру грофовије Сари и на споменику у цркви Св. Павла у Лондону. Године 2009. изабрана је и за симбол споменика страдалим агентима СОЕ-а у Лондону. У селу Вормелоу (енгл. Wormelow), у грофовији Херефордшир, постоји Музеј Виолете Сабо. У знак сећања на Виолету Сабо и становнике Стоквела који су дали своје животе у Другом светском рату, 26. јуна 2001. године је, на дан њеног 80. рођендана откривен мурал. Мурал су осмислили и осликали уметници Брајан Барнс и Марија Харја Херис, на основу дизајна ученика стоквелске школе. На пригодној свечаности, организованој поводом овог догађаја, мурал је отворила глумица Вирџинија Мекена, у присуству Виолетине ћерке Тање Сабо.
О њеној невероватној храбрости написане су три биографске књиге, а 1958. године снимљен је филм Њено име исклешите поносом (Carve Her Name With Pride), у коме је насловну улогу играла Вирџинија Мекена.